# Phaiophantia brunnea
Phaiophantia brunnea är en insektsart som beskrevs av Lindberg 1958. Phaiophantia brunnea ingår i släktet Phaiophantia och familjen Flatidae. Inga underarter finns listade i Catalogue of Life.